# Dubënki
Dubënki (in russo Дубёнки?; in lingua erza: Дубинка) è un villaggio della Repubblica di Mordovia, Russia. È il centro amministrativo del distretto Dubënskij.
È situato 84 km a nord-est della capitale Saransk.